# Tethystola dispar
Tethystola dispar är en skalbaggsart som beskrevs av Auguste Lameere 1893. Tethystola dispar ingår i släktet Tethystola och familjen långhorningar.
Artens utbredningsområde är Venezuela. Inga underarter finns listade i Catalogue of Life.